# Elizabeth Strout
Elizabeth Strout (Portland, 6 gennaio 1956) è una scrittrice statunitense, conosciuta per le sue opere di narrativa letteraria e per la sua caratterizzazione descrittiva. È nata e cresciuta nel Maine, e le sue esperienze giovanili sono servite da ispirazione per i suoi romanzi: l'immaginario "Shirley Falls, Maine" è l'ambientazione di quattro dei suoi nove romanzi.
Nel 2000 è stata tra i finalisti dell'Orange Prize ed è stata candidata al Premio PEN/Faulkner per la narrativa. Nel 2009 ha vinto il Premio Pulitzer per la narrativa con Olive Kitteridge (2008), romanzo che nel 2010 le ha permesso di aggiudicarsi anche il Premio Bancarella, con l'edizione tradotta e pubblicata dalla Fazi Editore nel 2009. Nel 2012 ha vinto il Premio Mondello.

## Biografia
Strout è nata a Portland, nel Maine, nel 1956 ed è cresciuta in piccole città del Maine e Durham, nel New Hampshire. Suo padre era un professore di scienze e sua madre una professoressa di inglese e insegnava anche scrittura in una vicina scuola superiore.

## Carriera
Si è diplomata al Bates College di Lewiston, nel Maine, nel 1977, ha quindi trascorso un anno a Oxford, in Inghilterra, seguito da studi presso la facoltà di giurisprudenza per un altro anno. Nel 1982 si è laureata con lode in giurisprudenza presso la Syracuse University. Quell'anno il suo primo racconto fu pubblicato sulla rivista New Letters. Esercitò la professione forense per sei mesi prima che un taglio dei finanziamenti ponesse fine al suo lavoro come sostenitrice dei servizi legali di Syracuse.  In un'intervista con Terry Gross nel gennaio 2015 ha detto di quell'esperienza: "La scuola di legge è stata più un'operazione, penso". Ha dichiarato in un'intervista del 2016 con The Morning News: "Volevo così tanto diventare una scrittrice che l'idea di fallire mi era quasi insopportabile. Crescendo non ho davvero detto alla gente che volevo diventare una scrittrice, perché ti guardano con sguardi di pietà. Non potevo sopportarlo".

### Diventa famosa conAmy e Isabelle
Strout si trasferì a New York City, dove fece la cameriera e iniziò a sviluppare i primi romanzi e storie con scarso successo. Ha continuato a scrivere racconti che sono stati pubblicati su riviste letterarie, oltre che su Redbook e Seventeen. Mentre insegnava part-time al Borough of Manhattan Community College, Strout lavorò per sei o sette anni per completare il suo libro Amy and Isabelle, che una volta pubblicato fu selezionato per l'Orange Prize 2000 e nominato per il 2000 PEN/Faulkner Award. Amy and Isabelle è stato adattato come film per la televisione, con Elisabeth Shue e prodotto dallo studio di Oprah Winfrey, Harpo Films.
Strout è stata docente del National Endowment for the Humanities presso la Colgate University durante il semestre autunnale del 2007, dove ha insegnato scrittura creativa sia a livello introduttivo che avanzato. Ha anche frequentato il programma di Master of Fine Arts (MFA) presso la Queens University of Charlotte a Charlotte, nella Carolina del Nord.

### Olive Kitteridgee il Premio Pulitzer

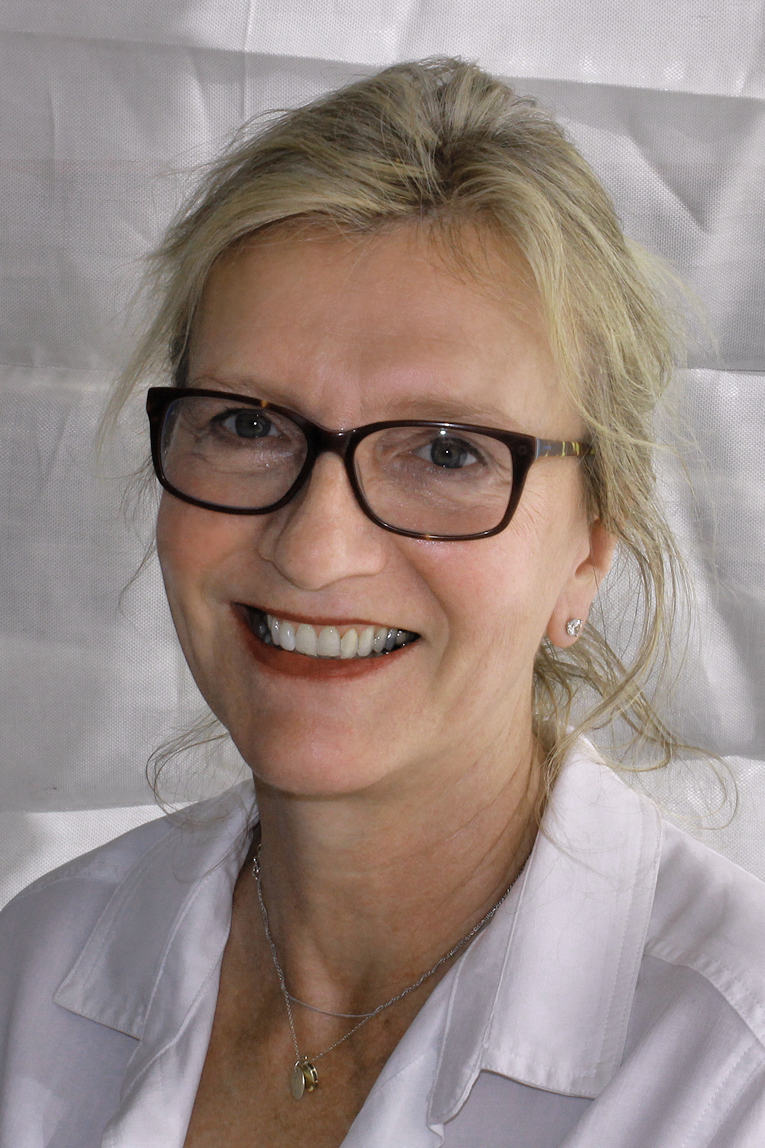
Elizabeth Strout nel 2015

Abide with Me, poi tradotto in italiano come Resta con me, è stato pubblicato nel 2006 da Random House ottenendo ulteriori consensi di critica. Ron Charles del Washington Post ha riassunto il suo libro dicendo: "Come ha fatto nel suo bestseller d'esordio, Amy e Isabelle, Strout ambienta il suo secondo romanzo in una piccola città del New England, alla cui bellezza naturale ritorna ancora e ancora mentre questa storia si svolge sullo sfondo delle tensioni della guerra fredda degli anni Cinquanta". Il New Yorker ha accolto il romanzo con una recensione positiva: "Con abilità superlativa, Strout ci sfida a esaminare ciò che rende una buona storia e ciò che rende una buona vita". Goodreads ha valutato il romanzo con 3,75 stelle su 5.
Il terzo libro di Strout, Olive Kitteridge, è stato pubblicato due anni dopo, nel 2008. Il libro conteneva una raccolta di racconti brevi tra loro collegati su una donna, i suoi parenti stretti e i suoi amici sulla costa del Maine. Emily Nussbaum del New Yorker ha definito i racconti "taciturni, eleganti". Nel 2009, il romanzo ha vinto il Premio Pulitzer per la narrativa. Il libro divenne un bestseller del New York Times e vinse anche il Premio Bancarella, in un evento tenutosi nella medievale Piazza della Repubblica a Pontremoli, in Italia. Louisa Thomas ha scritto sul New York Times:

## Vita privata
Strout è sposata con l'ex procuratore generale del Maine James Tierney, docente di diritto alla Harvard Law School e direttore fondatore di State AG, una risorsa educativa sull'ufficio del procuratore generale dello stato. Divide il suo tempo tra New York City e Brunswick, nel Maine. La figlia di Strout, Zarina Shea, è una drammaturga.

## Opere

### Romanzi
- Amy e Isabelle (Amy and Isabelle, 1998), trad. di Martina Testa, Roma, Fazi, 2000.
- Resta con me (Abide with Me, 2006), trad. di Silvia Castoldi, Roma, Fazi, 2010.
- I ragazzi Burgess (The Burgess Boys, 2013), trad. di Silvia Castoldi, Roma, Fazi, 2013.

#### Ciclo di Olive Kitteridge
- Olive Kitteridge (Olive Kitteridge, 2008), trad. di Silvia Castoldi, Roma, Fazi, 2009.
- Olive, ancora lei (Olive, again, 2019), trad. di Susanna Basso, Torino, Einaudi, 2020.

#### Ciclo di Lucy Barton
- Mi chiamo Lucy Barton (My name is Lucy Barton, 2016), trad. di Susanna Basso, Torino, Einaudi, 2016.
- Tutto è possibile (Anything is Possible, 2017), trad. di Susanna Basso, Torino, Einaudi, 2017.
- Oh William! (Oh William!, 2021), trad. di Susanna Basso, Torino, Einaudi, 2022.
- Lucy davanti al mare (Lucy by the Sea, 2022), trad. di Susanna Basso, Torino, Einaudi, 2024.
- Raccontami tutto (Tell me everything, 2024), in uscita il 2 settembre 2025, trad. di Susanna Basso, Torino, Einaudi, 2025.